# Orafol
Orafol (Eigenschreibweise: ORAFOL) ist ein weltweit tätiges Unternehmen mit Stammsitz im brandenburgischen Oranienburg. Hauptgeschäftsfelder sind grafische Produkte, selbstklebende reflektierende Folien, Industrieklebebänder und Kunststoffprodukte.
Neben dem Stammsitz existieren weitere Produktionsstätten und Vertriebsniederlassungen in Europa (Thüringen, Großbritannien, Irland), Nordamerika (USA, Kanada), der Türkei, Südafrika, Asien (Japan, China, Taiwan, Indien) und Australien.

## Aktuell
Der Stammsitz in Oranienburg firmiert als Orafol Europe GmbH. An ihm sind circa 1.300 Mitarbeiter beschäftigt. Insgesamt arbeiten weitere rund 1.500 Mitarbeiter an Produktionsstätten und Vertriebsniederlassungen in Apolda (Orafol Fresnel Optics GmbH), in Waterford, Irland (Orafol Europe GmbH), Istanbul (Orafol Turkey AS), in Black Creek, USA (Orafol Americas Inc.), in Avon, USA (Orafol Americas Inc.), in West Henrietta, USA (Orafol Precision Technology Solutions), in Wallingford, USA (Orafol Americas Inc., Advanced Polymer Films Div.), Lake Orion, USA (Orafol Americas Inc., Automotive Graphics Division), in Oakville (Orafol Kanada Inc.), in Saltillo, Mexico (Orafol Mexico) in Tokio (Orafol Japan Inc.), in Xiamen (Orafol Reflective Solutions China Inc.), in Taipeh (Orafol Reflective Solutions Taiwan Inc.), in Johannesburg, Südafrika (Orafol Safety Systems LTD), in Brisbane (Orafol Australia LTD) und in New Delhi (Orafol India PVT LTD).

## Geschichte
Vorläufer des heutigen Unternehmens war die 1808 in der damals preußischen Hauptstadt Berlin gegründete Wibelitz-Farbenwerkstatt. Diese war zu jenem Zeitpunkt Alleinhersteller von Poststempelfarben für das gesamte Königreich Preußen.
Im Jahr 1919 verlegte das Unternehmen seinen Sitz in die heutige Krebsstraße in Oranienburg.
1957 wurde das Unternehmen zunächst teilverstaatlicht und in Hanalin KG umbenannt. 1972 erfolgte die vollständige Übernahme durch den Staat als VEB Spezialfarben Oranienburg und 1979 die Eingliederung in das Kombinat Lacke und Farben. Bereits zu diesem Zeitpunkt stellte das Unternehmen selbstklebende Reflexfolien für Verkehrsschilder unter der Markenbezeichnung Mikrolux und andere Produkte unter Orafol her.
Nach der politischen Wende in der DDR ändert das Unternehmen noch vor der Privatisierung seinen Namen in Orafol Klebetechnik. 1991 erfolgte die Privatisierung durch die Treuhandanstalt. Ab 1995 entstand der heutige Firmensitz in der heutigen Orafolstraße in Oranienburg. Der alte Standort wurde aufgegeben. Nach dem Zusammenschluss der Orafol Klebetechnik GmbH mit der Transatlantic H. Bernhardt GmbH im Jahr 2005 firmiert das Unternehmen als Orafol Europe GmbH. 2011 erwirbt die Orafol Gruppe die amerikanische Reflexite Corporation. In den darauffolgenden Jahren erfolgten die Übernahmen von Rowland Technologies Inc., USA (2016), Kay Automotive Graphics Inc., USA (2017) sowie Nupro Advancedc TPU Films LLC, USA (2021). Seit der Inbetriebnahme des ersten Produktionsgebäudes wird der heutige Stammsitz stetig erweitert, so dass 2016 circa 800 Mitarbeiter beschäftigt waren, deren Zahl sich bis 2018 auf circa 1.000 erhöhte. Im Januar 2022 kündigte Orafol an, 150 Millionen Euro in die Erweiterung des Stammsitzes in Oranienburg zu investieren. Bis 2024 sollen zwei neue Produktionshallen mit je 15.000 m² errichtet werden.
Das Unternehmen wird seit 1987 durch Holger Loclair geführt, der seit 1977 dem Unternehmen angehört und der reichste Ostdeutsche ist.